# I. e. 142
Évszázadok: i. e. 3. század – i. e. 2. század – i. e. 1. század
Évtizedek: i. e. 190-es évek – i. e. 180-as évek – i. e. 170-es évek – i. e. 160-as évek – i. e. 150-es évek – i. e. 140-es évek – i. e. 130-as évek – i. e. 120-as évek – i. e. 110-es évek – i. e. 100-as évek – i. e. 90-es évek
Évek: i. e. 147 – i. e. 146 – i. e. 145 – i. e. 144 –  i. e. 143 – i. e. 142 – i. e. 141 – i. e. 140 – i. e. 139 – i. e. 138 – i. e. 137

## Események

### Róma
- Quintus Fabius Maximus Servilianust és Lucius Caecilius Metellus Calvust választják consulnak.
- Scipio Aemilianust és Lucius Mummuist választják a censori tisztségre. Scipio igen szigorúan vizsgálja felül a szenátori és a lovagi rendet. A census során 328 442 római polgárt számlálnak össze.
- Servilianus consult Hispániába küldik a Viriathus vezette luzitán felkelés leverésére. A luzitánok menet közben megtámadják, ezért visszavonul és a táborába húzódik. Miután erősítésként numida lovasokat és elefántokat kap, vereséget mér a felkelőkre.
- Az észak-hispániai numantiai háborúban Metellus proconsul feldúlja a vaccaei törzs földjeit, majd megtámadja Numantiát és a szomszédos Termantiát, de nem jár sikerrel.
- A boltozástechnika fejlődése lehetővé teszi a boltíves kőhidak építését is. Rómában boltozatot kap az i. e. 179-ben készült első kőpilléres híd, a Pons Aemilius.[1]

### Hellenisztikus birodalmak
- Miután Diodotosz Trüphón megöleti a fivérét, Simon Makkabeus átáll II. Démétriosz oldalára a szeleukida belháborúban. Démétriosztól jelentős adókedvezményt és autonóm státuszt kap, formálisan kinevezik jeruzsálemi főpapnak és az utóbbi címet továbbörökítheti gyermekeire. Simon követeket küld Rómába és Spártába, hogy elismerjék címeit és szövetségeket kössön.
- Diadotosz Trüfón meggyilkoltatja a gyerekkorú VI. Antiokhoszt (I. Alexandrosz fiát), akinek eddig a régense volt és magát kiáltja ki királynak.

## Születések
- IX. Ptolemaiosz II. Szótér, egyiptomi fáraó

## Halálozások
- VI. Antiokhosz Dionüszosz, szeleukida király

## Fordítás
- Ez a szócikk részben vagy egészben  a(z)   142 av. J.-C. című francia Wikipédia-szócikk ezen változatának fordításán alapul.  Az eredeti cikk szerkesztőit annak laptörténete sorolja fel. Ez a jelzés csupán a megfogalmazás eredetét és a szerzői jogokat jelzi, nem szolgál a cikkben szereplő információk forrásmegjelöléseként.